# La Serra d'en Galceran (ort)
Sierra-Engarcerán är en ort i Spanien.   Den ligger i provinsen Província de Castelló och regionen Valencia, i den östra delen av landet, 300 km öster om huvudstaden Madrid. Sierra-Engarcerán ligger 752 meter över havet och antalet invånare är 1 068.
Terrängen runt Sierra-Engarcerán är huvudsakligen kuperad. Sierra-Engarcerán ligger uppe på en höjd. Runt Sierra-Engarcerán är det glesbefolkat, med 10 invånare per kvadratkilometer. Närmaste större samhälle är Torreblanca, 19,0 km öster om Sierra-Engarcerán. 